# Gedson Fernandes
Gedson Carvalho Fernandes (* 9. ledna 1999 São Tomé) je portugalský profesionální fotbalista, který hraje na pozici středního záložníka za turecký Süper Lig klub Beşiktaş. Narozen na ostrově Svatého Tomáše a princův ostrov, reprezentoval portugalský národní tým.